# خط فوش

مقترحات مختلفة للحدود البولندية الليتوانية بعد الحرب العالمية الأولى. خط فوش باللون الأخضر الداكن، والحدود الحديثة باللون الوردي.

خط فوش كان عبارة عن خط ترسيم مؤقت بين بولندا وليتوانيا اقترحه الوفاق الثلاثي في أعقاب الحرب العالمية الأولى. تم اقتراح الخط من قبل المارشال الفرنسي فرديناند فوش وقبلته منظمة السفراء في عام 1919. مع تعديلات طفيفة، شكل الخط أساس الحدود البولندية الليتوانية بين الحربين. ترك الخط فيلنيوس (ويلنو) على الجانب البولندي. بعد الحرب العالمية الثانية، يتبع الخط فقط الجزء الغربي منه، بالقرب من بلدة سووالكي.

## فهرس
- Alfonsas Eidintas؛ Vytautas Tuskenis Zalys؛ Edvardas Tuskenis (1 أكتوبر 1999). Lithuania in European Politics: The Years of the First Republic, 1918-1940. Palgrave Macmillan. ص. 72. ISBN:978-0-312-22458-5. مؤرشف من الأصل في 2020-10-15. اطلع عليه بتاريخ 2012-06-22.